# Tokha Sarswoti
Tokha Sarswoti es un pueblo ubicado en el distrito de Katmandú, provincia de Bagmati, Nepal.

## Superficie
Cuenta con una superficie de 1,931 kilómetros cuadrados.

## Demografía
Datos hasta 2015
- Población: 8706 habitantes.[1]
- Densidad de población: 4,508 habitantes por kilómetro cuadrado.[1]
- Población masculina: 4471 (51,4%).[1]
- Población femenina: 4235 (48,6%).[1]